# The Barnum Museum
The Barnum Museum är en novellsamling av den amerikanske författaren Steven Millhauser, utgiven 1990 av Poseidon Press. Berättelsen "Eisenheim the Illusionist" filmatiserades 2006. Novellerna hör till genren magisk realism.

## Innehåll
- "A Game of Clue"
- "Behind the Blue Curtain"
- "The Barnum Museum"
- "The Sepia Postcard"
- "The Eighth Voyage of Sinbad"
- "Klassik Komix #1"
- "Rain"
- "Alice, Falling"
- "The Invention of Robert Herendeen"
- "Eisenheim the Illusionist"